# جورج خباز
جورج خباز ممثل، مؤلف، ملحّن، مخرج ومنتج لبناني، من مواليد 5 تشرين الثاني 1976 مدينة البترون. وهو ابن الممثلين جورج خبّاز وأوديت عطيّة.

## السيرة الذاتية
ولد في كنف عائلة فنانين، فوالده الممثل اللبنانيّ جورج خبّاز الأب مثّل في مسرحيات عديدة مثل «سهرية»، وبرامج تلفزيونية عدّة، منها «البؤساء»، «رصيف باريسيانا»، «شباب 73»، وفي بعض الحلقات مع «أبو ملحم». وأمّه الممثلة اللبنانية أوديت عطيّة، مثّلت أيضًا في مسرحيات عديدة خصوصًا في المهرجانات التي كانت تُقام سنويًا خلال شهر أيلول في كنيسة «مار تقلا»، بقنايا – جل الديب. وأخوته نقولا، لارا ولورا شريكته في كل الأعمال المسرحية. كذلك خاله غسان عطيه، بالإضافة إلى المسلسلات التي مثّل فيها، شارك ابن اخته في بعض الأعمال المسرحية والتلفزيونية.
تلقى جورج خبّاز علومه في مدرسة القلبين الأقدسين في البترون، ثم انتقل إلى جامعة الروح القدس في الكسليك، حيث درس العلوم الموسيقية من جهة والمسرح من جهة أخرى، ليتخصص أخيرًا بما سمّاه «المسرح الموسيقي».
وقف على خشبة المسرح للمرة الأولى في الـ 4 من عمره، وذلك ضمن مسرحية مدرسية سميت «حياة القديس مارون»، لكن احترافيًا، بدأ القيام بأعمال مسرحية منذ العام 1994.شارك في أكثر من مسلسل درامي كـ «طالبين القرب»، «نساء في العاصفة»، «سنابل الحب». ونفذ أكثر من 15 مسرحية، لكنّها ليست كلّها من تأليفه، الذي يقتصر على القسم الأخير منها فقط. وقد كان «تشارلي شابلن» الممثل الكوميدي البريطاني قدوته الأعلى في مسيرته الفنية، وعربيا تأثر بالفنان دريد لحام، والأخوين رحباني، وزياد رحباني.

## أعماله

### التلفزيون
- مسلسل على Disney Canel ـ (1994).
- شباب وبنات (1995).
- أصابع من ذهب (1996).
- بسمات وطن (1997 - 2001).
- نساء في العاصفة (1997).
- طالبين القرب (1998).
- سنابل الحب (1999).
- جميل وجميلة (2001).
- عبدو وعبدو (2003 - 2004).
- ساعة بالإذاعة (2005).
- فادي وراضي (2006).
- إلى يارا مسلسل (2010).
- تقريباً قصة حب (2011).
- القناع (2012).
- براندو الشرق(2023)
- النار بالنار (2023)

### المسرح
إعادة تمثيل بعض من مسرحيات لزياد الرحباني: «نزل السرور» و«بالنسبة لبكرا شو».
بالإضافة إلى:
- «غادة الكاميليا» لجيزال هاشم زرد (1996).
- هاملت في ورطة (1997).
- طق Rire ـ (1998).
- مصيبة جديدة (2005).
- كذاب كبير (2006).
- هلأ وقتا (2007).
- شو القضية (2008).
- عالطريق (2009).
- البروفسور (2010).
- مطلوب (2011).
- الأول بالصف (2012).
- مش مختلفين (2013).
- ناطرينو (2014).
- ورا الباب (2015).
- مع الوقت... يمكن (2016).
- بالكواليس (2017).
- إلا إذا (2018).
- إلا إذا... تغيّر شي (2019)
- يوميات مسرحجي (2020)
- خيال صحرا (2024)

### أفلام
- تحت القصف (2007).
- يوماً ما (فيلم قصير) (2009).
- سيلينا (2009).
- غدي (2014).
- وينن (2014).
- الفيل الملك (فيلم انيميشن) (2017).
- كفرناحوم (2018)
- أصحاب ولا أعز (2022)[2]
- يونان (2025)

## الجوائز
منح رئيس الجمهورية اللباني جوزاف عون وسام الاستحقاق اللبناني الفضي للفنان جورج خباز، تقديرًا لعطاءاته الفنية المميّزة وأعماله الإبداعية التي جسّدت الواقع الاجتماعي اللبناني بأبعاده الفكرية والتاريخية.

## روابط خارجية
- جورج خباز على موقع IMDb (الإنجليزية)
- جورج خباز على موقع قاعدة بيانات الفيلم (الإنجليزية)